# Зоопарк Рагунан
6°18′42″ пд. ш. 106°49′12″ сх. д. / 6.3115875° пд. ш. 106.8199182° сх. д.
Зоопарк Рагунан (англ. Ragunan Zoo) — зоопарк площею 140 га, розташований у Пасар Мінгу, Південна Джакарта, Індонезія. Зоопарк є домівкою для 270 видів тварин, 171 виду рослин, у ньому задіяний робочий штат з 450 співробітників. Тут перебувають тварини з усіх частин Індонезії і різних куточків світу, яким загрожує зникнення. Загалом у зоопарку перебуває 3122 різних видів тварин, включно з птахами. У пишній тропічній зелені мирно відпочивають такі корінні жителі зоопарку, як комодський варан, орангутан, тапір, суматранський тигр, дикий бик бантенг і різноманітні птахи яскравого забарвлення, які мають достатньо місця для комфортного проживання. Зоопарк розташований у Південній Джакарті і до нього можна легко дістатися кільцевою дорогою, що проходить околицею Джакарти або Трансджакартським автобусним маршрутом номер 6 (сірий колір).
Зоопарку Рагунан понад 150-ти років, тим самим він посів третє місце в списку найстаріших зоопарків світу і друге місце в списку зоопарків з найбільшою кількістю різноманітних тварин і рослин.
Починаючи з лютого 2014 року, щопонеділка зоопарк закритий для відвідувачів з метою його технічного обслуговування і надання тваринам своєрідного «вихідного». Якщо понеділок випадає на святковий день, то зоопарк буде відкритий, але його зможуть закрити в будь-який інший день замість святкового.

## Історія
Зоопарк заснований 1864 року організацією любителів флори і фауни Нідерландської Ост-Індії (перша назва — Vereneging Plantenen Dierentuin of Batavia). Раден Салех, видатний художник 19 століття, виділив близько 10 гектарів (25 акрів) власної землі для створення першого зоопарку в сільській місцевості Сікіні, в Центральній Джакарті. Зоопарк перенесли на його теперішнє місце в 1966 році і його офіційне відкриття відбулось 22 червня 1966 року за керівництва міської адміністрації. За наказом губернатора міста 19 вересня 2005 року зоопарк тимчасово закрили приблизно на три тижні, після того як у багатьох птахів було виявлено ознаки пташиного грипу. Його знову відкрили 11 жовтня того ж року.
1 січня 2015 року зоопарк відвідали 186 454 чоловік, що є найвищим показником у робочі дні; до цього моменту рекорд становив 175 000 відвідувачів 1 січня 2011 року.
У 2015 році зоопарк Рагунан отримав дотацію від місцевої влади в розмірі 209 млрд. рупій. Попереднього бюджету вичтачало тільки на експлуатаційні витрати, в 2015 ж бюджету стало цілком достатньо і на поліпшення добробуту тварин.

## Експонати
Основною визначною пам'яткою зоопарку є самі тварини. Їх можна поділити на такі групи.

### Рептилії
Два тераріуми облаштовані для отруйних і неотруйних змій, таких як азійський сітчастий пітон, альбінос королівського пітона, королівська кобра, а також інших рептилій, зокрема черепах. Великі рептилії, як наприклад, комодський варан, розміщені на відокремленій території, тоді як морські крокодили і гавіали знаходяться на заболоченій території в штучно створеній долині річки.

### Ссавці
У клітках для приматів проживають кілька видів лангурів, гібонів і макак; горили шимпанзе і орангутани знаходяться в Центрі ім. Шмуцер для приматів. На невеликих територіях проживають такі ссавці, як єноти, бінтуронг, бобри, мусанг азійський, яванський малий канчіль, яванський їжатець, кажани. Серед інших ссавців — бабіруса, тапір, лама, антилопа, верблюд, орикс білий. У зоопарку Рагунан живуть такі хижаки з родини котячих як тигри, леопарди і леви. Клітки з суматранськими тиграми, білими бенгальськими тиграми, північноамериканськими чорними ведмедями і малайськими ведмедями знаходяться в південно-східній частині зоопарку біля озера.

### Птахи
Водойма з австралійськими пеліканами, лебедями і качками розташована біля входу. У кількох великих приміщеннях для птахів і менших клітках зібрані: яванський павич, індійський павич, зокрема білий, яванський яструбиний орел, брамінський шуліка, білочеревий орлан, чубатий змієїд, балійський шпак, малий райський птах, чорний какаду, священна майна, фламінго, кілька видів птахів-носорогів, голуби-короначі, какаду, папуги і фазани. Птахи великих розмірів, такі як казуар, ему та страус перебувають в окремих вольєрах.

### Відкриті території
Долина річки, розташована в східній частині зоопарку, являє собою природний ландшафт водно-болотних угідь. В її навколишньому середовищі живуть крокодили, гавіали і бегемоти. Східна відкрита прерія відтворює умови савани з її різними видамі оленів, таких як: рідкісний олень Куля, індійський мунтжак, нільгау і дикий буйвол, яванський дикий бика і аноа.

### Інші тварини
Серед інших тварин в зоопарку: слон суматранський, кенгуру, жирафи і зебри. Додатковими розвагами для дітей є дитячий зоопарк, майданчик для ігор і різні каруселі. Серед недільних заходів — катання на слонах, катання у візках з поні, а також катання на човнах по озеру Рагунан. Ресторани та відокремлені місця для пікніків знаходяться в повному розпорядженні відвідувачів, як і численні сувенірні магазини.